# Centrocerum elegans
Espèce
Synonymes
- Centrocerum elegans (Chevrolat, 1861) Martins, 2005[2]
- Centrocerum elegans Thomson, 1864[3]
- Elaphidion elegans (Chevrolat, 1861)
- Elaphidion elegans hirsutum (Chevrolat, 1861)
- Elaphidion elegans jocosum (Chevrolat, 1861)
- Elaphidion elegans puberulum (Chevrolat, 1861)
- Elaphidion elegans var. hirsutum (Blackwelder, 1946)
- Elaphidion elegans var. jocosum (Buck, 1959)
- Elaphidion elegans var. puberulum (Blackwelder, 1946)
- Hypermallus elegans (Bruch, 1912)
- Hypermallus elegans hirsutus (Gemminger & Harold, 1872)
- Hypermallus elegans jocosus (Gemminger & Harold, 1872)
- Hypermallus elegans puberulus (Gemminger & Harold, 1872)
- Hypermallus elegans var. hirsutus (Gemminger & Harold, 1872)
- Hypermallus elegans var. jocosus (Gemminger & Harold, 1872)
- Hypermallus elegans var. puberulus (Gemminger & Harold, 1872)

Centrocerum elegans est une espèce d'insectes de la famille des Cerambycidae et de la sous-famille des Cerambycinae.
Il s'agit de l'espèce-type de son genre. Elle est trouvée au Brésil, en Bolivie, au Paraguay et en Argentine.